# A magyar labdarúgó-válogatott 2023. október 17-i mérkőzése
A magyar labdarúgó-válogatott 2023-as év nyolcadik mérkőzése, mely egyúttal a hatodik 2024-es Európa-bajnoki selejtezője volt Litvánia ellen, 2023. október 17-én. Ez volt a magyar labdarúgó-válogatott 984. hivatalos mérkőzése. A mérkőzés a 2024-es labdarúgó-Európa-bajnokság európai selejtezőjének nyolcadik fordulója volt. A mérkőzés végeredménye 2–2 lett.

## Helyszín
A találkozó Litvánia második legnagyobb városában, Kaunasban, a 15.315 férőhelyes S. Darius és S. Girėnas Stadionban került megrendezésre, mely a legtöbb nézőt befogadó stadion a Baltikumban és a Kauno Žalgiris labdarúgócsapat otthona.

## Játékvezető
A találkozó játékvezetője a 33 éves albán Juxhin Xhaja volt, aki 2016 óta bíráskodik az albán élvonalban és 2017 óta a FIFA játékvezető-keretének a tagja. Letexier először fújta a sípot magyar érdekeltségű mérkőzésen és egyben ez volt az első Eb-selejtezője is.
A játékvezető munkáját partjelzőként a szintén albán Dojando Myftari valamint Rejdi Avdo, míg negyedik játékvezetőként Olsion Yzeiraj segítette. A Transfermarkt statisztikái alapján a mostani szezonban két Európa Konferencia Liga selejtezőn (FCSB–CSKA 1948 és Spartak Trnava–SK Dnipro) és egy EKL csoportmeccsen (Nordsjaelland–Ludogorec) bíráskodott, valamint meghívást kapott a 2023-as máltai U19-es Európa-bajnokságra és két csoportmeccsen is ő fújta a sípot (a Lengyelország–Portugália és Izland–Norvégia).

## Örökmérleg a mérkőzés előtt
| Sorszám | Időpont     | Helyszín    | Eredmény  | Kiírás               |
| ------- | ----------- | ----------- | --------- | -------------------- |
| 1/723   | 1998.05.27. | Nyíregyháza | 1–0 (0–0) | felkészülési         |
| 2/746   | 2000.10.11. | Kaunas      | 6–1 (2–0) | 2002-es vb-selejtező |
| 3/750   | 2001.03.24. | Budapest    | 1–1 (0–0) | 2002-es vb-selejtező |
| 4/855   | 2010.11.17. | Budapest    | 2–0 (0–0) | felkészülési         |
| 5/895   | 2015.06.05. | Debrecen    | 4–0 (4–0) | felkészülési         |
| 6/980   | 2023.06.20. | Budapest    | 2–0 (1–0) | 2024-es Eb-selejtező |

| M | Gy | D | V | G+ | G– | Gk  | T (%) | Forrás      |
| - | -- | - | - | -- | -- | --- | ----- | ----------- |
| 6 | 5  | 1 | 0 | 16 | 2  | +14 | 91,67 | [ 4 ] [ 5 ] |

Jelölések
- Az eredmények magyar szempontból értendők.
- Tétmérkőzés

## A selejtezőcsoport állása a mérkőzés előtt
| Hely. | Csapat       | M | Gy | D | V | G+ | G– | Gk | P  | Továbbjutás                 |          | Magyarország | Szerbia | Montenegró | Litvánia | Bulgária |
| ----- | ------------ | - | -- | - | - | -- | -- | -- | -- | --------------------------- | -------- | ------------ | ------- | ---------- | -------- | -------- |
| 1.    | Magyarország | 5 | 4  | 1 | 0 | 9  | 2  | +7 | 13 | Kijut az Európa-bajnokságra |          | —            | 2–1     | nov. 19.   | 2–0      | 3–0      |
| 2.    | Szerbia (X)  | 6 | 3  | 1 | 2 | 10 | 6  | +4 | 10 | Kijut az Európa-bajnokságra |          | 1–2          | —       | okt. 17.   | 2–0      | nov. 19. |
| 3.    | Montenegró   | 5 | 2  | 2 | 1 | 5  | 5  | 0  | 8  |                             |          | 0–0          | 0–2     | —          | nov. 16. | 2–1      |
| 4.    | Litvánia     | 6 | 1  | 2 | 3 | 6  | 10 | −4 | 5  |                             | okt. 17. | 1–3          | 2–2     | —          | 1–1      |          |
| 5.    | Bulgária     | 6 | 0  | 2 | 4 | 3  | 10 | −7 | 2  |                             | nov. 16. | 1–1          | 0–1     | 0–2        | —        |          |

## Keretek
A magyarok keretét 2023. szeptember 3-án hirdette ki Marco Rossi szövetségi kapitány. A csapatból kimaradt a Csehország ellen megsérült középhátvéd, Willi Orbán. A magyar válogatottba a Szerbia és Litvánia elleni Európa-bajnoki selejtezőmérkőzésre az alábbi játékosok kaptak meghívást. A Szerbia elleni mérkőzésen Kalmár Zsolt piros lapot kapott, ezért Litvánia ellen nem szerepelhet. A szerbek elleni keretből Balogh Botond átkerült az U21-es válogatotthoz.
| Magyarország                         | Magyarország                         | Magyarország                         | Magyarország                         | Magyarország                         | Magyarország                         | Magyarország                         | Magyarország  |
| P.                                   | Név                                  | Születési idő és életkor             | Vál.                                 | Gól                                  | Klub                                 | Utolsó válogatottság                 | Érték*        |
| ------------------------------------ | ------------------------------------ | ------------------------------------ | ------------------------------------ | ------------------------------------ | ------------------------------------ | ------------------------------------ | ------------- |
| K                                    | Gulácsi Péter                        | 1990. május 6. (33 évesen)           | 51                                   | 0                                    | RB Leipzig                           | 2022.09.26-án Olaszország ellen      | 5.000.000 €   |
| K                                    | Demjén Patrik                        | 1998. március 22. (25 évesen)        | 0                                    | 0                                    | MTK                                  | —                                    | 550.000 €     |
| K                                    | Dibusz Dénes                         | 1990. november 16. (32 évesen)       | 30                                   | 0                                    | Ferencváros                          | 2023.09.10-én Csehország ellen       | 2.800.000 €   |
| K                                    | Szappanos Péter                      | 1990. november 14. (32 évesen)       | 1                                    | 0                                    | Paksi FC                             | 2022.11.20-án Görögország ellen      | 500.000 €     |
| V                                    | Balogh Botond                        | 2002. június 6. (21 évesen)          | 1                                    | 0                                    | Parma                                | 2021.11.12-én San Marino ellen       | 750.000 €     |
| V                                    | Bolla Bendegúz                       | 1999. november 22. (23 évesen)       | 11                                   | 0                                    | Servette                             | 2023.06.17-én Montenegró ellen       | 2.700.000 €   |
| V                                    | Botka Endre                          | 1994. augusztus 25. (29 évesen)      | 23                                   | 1                                    | Ferencváros                          | 2023.06.20-án Litvánia ellen         | 1.000.000 €   |
| V                                    | Fiola Attila                         | 1990. február 17. (33 évesen)        | 54                                   | 2                                    | Fehérvár FC                          | 2023.09.10-én Csehország ellen       | 500.000 €     |
| V                                    | Lang Ádám                            | 1993. január 17. (30 évesen)         | 61                                   | 1                                    | Omónia                               | 2023.09.10-én Csehország ellen       | 700.000 €     |
| V                                    | Mocsi Attila                         | 2000. május 29. (23 évesen)          | 0                                    | 0                                    | Rizespor                             | —                                    | 1.200.000 €   |
| V                                    | Nagy Zsolt                           | 1993. május 25. (30 évesen)          | 13                                   | 2                                    | Puskás Akadémia                      | 2022.11.20-án Görögország ellen      | 600.000 €     |
| V                                    | Szalai Attila                        | 1998. január 20. (25 évesen)         | 37                                   | 1                                    | Hoffenheim                           | 2023.09.10-én Csehország ellen       | 14.000.000 €  |
| V                                    | Szalai Gábor                         | 2000. június 9. (23 évesen)          | 0                                    | 0                                    | Kecskeméti TE                        | —                                    | 500.000 €     |
| KP                                   | Kalmár Zsolt                         | 1995. június 9. (28 évesen)          | 33                                   | 3                                    | Fehérvár FC                          | 2023.09.10-én Csehország ellen       | 1.000.000 €   |
| KP                                   | Kata Mihály                          | 2002. április 13. (21 évesen)        | 2                                    | 0                                    | MTK                                  | 2023.09.10-én Csehország ellen       | 400.000 €     |
| KP                                   | Kerkez Milos                         | 2003. november 7. (19 évesen)        | 10                                   | 0                                    | Bournemouth                          | 2023.09.10-én Csehország ellen       | 18.000.000 €  |
| KP                                   | Nagy Ádám                            | 1995. június 17. (28 évesen)         | 73                                   | 1                                    | Pisa                                 | 2023.09.10-én Csehország ellen       | 1.700.000 €   |
| KP                                   | Nego Loïc                            | 1991. január 15. (32 évesen)         | 29                                   | 2                                    | Le Havre                             | 2023.09.10-én Csehország ellen       | 1.000.000 €   |
| KP                                   | Callum Styles                        | 2000. március 28. (23 évesen)        | 14                                   | 0                                    | Barnsley                             | 2023.09.10-én Csehország ellen       | 3.500.000 €   |
| CS                                   | Ádám Martin                          | 1994. november 6. (28 évesen)        | 15                                   | 2                                    | Ulszan Hyundai                       | 2023.09.07-én Szerbia ellen          | 1.000.000 €   |
| CS                                   | Csoboth Kevin                        | 2000. június 20. (23 évesen)         | 5                                    | 0                                    | Újpest                               | 2023.09.10-én Csehország ellen       | 850.000 €     |
| CS                                   | Gazdag Dániel                        | 1996. március 2. (27 évesen)         | 20                                   | 4                                    | Philadelphia Union                   | 2023.06.20-án Litvánia ellen         | 8.000.000 €   |
| CS                                   | Horváth Krisztofer                   | 2002. január 8. (21 évesen)          | 1                                    | 0                                    | Kecskeméti TE                        | 2023.09.10-én Csehország ellen       | 600.000 €     |
| CS                                   | Sallai Roland                        | 1997. május 22. (26 évesen)          | 44                                   | 11                                   | Freiburg                             | 2023.09.10-én Csehország ellen       | 10.000.000 €  |
| CS                                   | Szoboszlai Dominik                   | 2000. október 25. (22 évesen)        | 34                                   | 7                                    | Liverpool                            | 2023.09.10-én Csehország ellen       | 70.000.000 €  |
| CS                                   | Varga Barnabás                       | 1994. október 25. (28 évesen)        | 5                                    | 2                                    | Ferencváros                          | 2023.09.10-én Csehország ellen       | 900.000 €     |
| Játékosok értéke összesen:           | Játékosok értéke összesen:           | Játékosok értéke összesen:           | Játékosok értéke összesen:           | Játékosok értéke összesen:           | Játékosok értéke összesen:           | Játékosok értéke összesen:           | 147.750.000 € |
| A keret átlagéletkora:               | A keret átlagéletkora:               | A keret átlagéletkora:               | A keret átlagéletkora:               | A keret átlagéletkora:               | A keret átlagéletkora:               | A keret átlagéletkora:               | 27,0 év       |
| A keret átlag válogatottságok száma: | A keret átlag válogatottságok száma: | A keret átlag válogatottságok száma: | A keret átlag válogatottságok száma: | A keret átlag válogatottságok száma: | A keret átlag válogatottságok száma: | A keret átlag válogatottságok száma: | 21,8          |
| Szövetségi kapitány: Marco Rossi     |                                      |                                      |                                      |                                      |                                      |                                      |               |

A Bulgária és Magyarország elleni mérkőzéseire Litvánia a következő keretet jelölte ki.
| Litvánia                                | Litvánia                             | Litvánia                             | Litvánia                             | Litvánia                             | Litvánia                             | Litvánia                             | Litvánia    |
| P.                                      | Név                                  | Születési idő és életkor             | Vál.                                 | Gól                                  | Klub                                 | Utolsó válogatottság                 | Érték*      |
| --------------------------------------- | ------------------------------------ | ------------------------------------ | ------------------------------------ | ------------------------------------ | ------------------------------------ | ------------------------------------ | ----------- |
| K                                       | Edvinas Gertmonas                    | 1996. június 1. (27 évesen)          | 8                                    | 0                                    | Žalgiris                             | 2023.09.10-én Szerbia ellen          | 550.000 €   |
| K                                       | Emilijus Zubas                       | 1990. július 10. (33 évesen)         | 14                                   | 0                                    | Hapóél Tel-Aviv                      | 2023.03.27-én Görögország ellen      | 250.000 €   |
| K                                       | Vytautas Černiauskas                 | 1989. március 12. (34 évesen)        | 6                                    | 0                                    | Panevėžys                            | 2019.10.14-én Szerbia ellen          | 175.000 €   |
| V                                       | Linas Klimavičius                    | 1989. április 10. (34 évesen)        | 39                                   | 0                                    | Panevėžys                            | 2023.09.07-én Montenegró ellen       | 225.000 €   |
| V                                       | Edvinas Girdvainis                   | 1993. január 17. (30 évesen)         | 45                                   | 1                                    | Kauno Žalgiris                       | 2023.09.10-én Szerbia ellen          | 325.000 €   |
| V                                       | Kipras Kažukolovas                   | 2000. november 20. (22 évesen)       | 4                                    | 0                                    | Žalgiris                             | 2023.09.10-én Szerbia ellen          | 200.000 €   |
| V                                       | Klaudijus Upstas                     | 1994. október 30. (28 évesen)        | 4                                    | 0                                    | FC Hegelmann                         | 2023.06.17-én Bulgária ellen         | 350.000 €   |
| V                                       | Pijus Širvys                         | 1998. április 1. (25 évesen)         | 8                                    | 0                                    | Panevėžys                            | 2023.09.10-én Szerbia ellen          | 375.000 €   |
| V                                       | Rokas Lekiatas                       | 1998. november 7. (24 évesen)        | 4                                    | 0                                    | Šiauliai                             | 2023.09.10-én Szerbia ellen          | 275.000 €   |
| V                                       | Justas Lasickas                      | 1997. október 6. (26 évesen)         | 43                                   | 2                                    | Olimpija Ljubljana                   | 2023.09.10-én Szerbia ellen          | 400.000 €   |
| V                                       | Markas Beneta                        | 1993. július 28. (30 évesen)         | 19                                   | 0                                    | Panevėžys                            | 2023.09.10-én Szerbia ellen          | 350.000 €   |
| V                                       | Edgaras Utkus                        | 2000. június 22. (23 évesen)         | 10                                   | 0                                    | Cercle Brugge                        | 2022.06.11-én Feröer ellen           | 600.000 €   |
| KP                                      | Gvidas Gineitis                      | 2004. április 15. (19 évesen)        | 8                                    | 0                                    | Torino                               | 2023.09.10-én Szerbia ellen          | 900.000 €   |
| KP                                      | Ovidijus Verbickas                   | 1993. július 4. (30 évesen)          | 33                                   | 1                                    | Žalgiris                             | 2023.09.10-én Szerbia ellen          | 500.000 €   |
| KP                                      | Daniel Romanovskij                   | 1996. június 19. (27 évesen)         | 9                                    | 0                                    | Šiauliai                             | 2023.06.20-án Magyarország ellen     | 400.000 €   |
| KP                                      | Modestas Vorobjovas                  | 1995. december 30. (27 évesen)       | 28                                   | 1                                    | İstanbulspor                         | 2023.06.20-án Magyarország ellen     | 400.000 €   |
| KP                                      | Paulius Golubickas                   | 1999. augusztus 19. (24 évesen)      | 23                                   | 1                                    | Žalgiris                             | 2023.09.10-én Szerbia ellen          | 350.000 €   |
| KP                                      | Matijus Remeikis                     | 2003. március 28. (20 évesen)        | 1                                    | 0                                    | Panevėžys                            | 2023.09.10-én Szerbia ellen          | 175.000 €   |
| KP                                      | Vykintas Slivka                      | 1995. április 29. (28 évesen)        | 59                                   | 3                                    | Lamía                                | 2023.09.10-én Szerbia ellen          | 400.000 €   |
| CS                                      | Arvydas Novikovas                    | 1990. december 18. (32 évesen)       | 89                                   | 12                                   | Žalgiris                             | 2023.09.10-én Szerbia ellen          | 300.000 €   |
| CS                                      | Eligijus Jankauskas                  | 1998. június 22. (25 évesen)         | 7                                    | 0                                    | Šiauliai                             | 2023.09.10-én Szerbia ellen          | 450.000 €   |
| CS                                      | Gytis Paulauskas                     | 1999. szeptember 27. (24 évesen)     | 7                                    | 2                                    | Egnatia                              | 2023.09.10-én Szerbia ellen          | 275.000 €   |
| CS                                      | Fedor Černych                        | 1991. május 21. (32 évesen)          | 85                                   | 13                                   | AEL                                  | 2023.09.10-én Szerbia ellen          | 300.000 €   |
| Játékosok értéke összesen:              | Játékosok értéke összesen:           | Játékosok értéke összesen:           | Játékosok értéke összesen:           | Játékosok értéke összesen:           | Játékosok értéke összesen:           | Játékosok értéke összesen:           | 8.525.000 € |
| A keret átlagéletkora:                  | A keret átlagéletkora:               | A keret átlagéletkora:               | A keret átlagéletkora:               | A keret átlagéletkora:               | A keret átlagéletkora:               | A keret átlagéletkora:               | 27,6 év     |
| A keret átlag válogatottságok száma:    | A keret átlag válogatottságok száma: | A keret átlag válogatottságok száma: | A keret átlag válogatottságok száma: | A keret átlag válogatottságok száma: | A keret átlag válogatottságok száma: | A keret átlag válogatottságok száma: | 24,0        |
| Szövetségi kapitány: Edgaras Jankauskas |                                      |                                      |                                      |                                      |                                      |                                      |             |

* A Transfermarkt 2023. október 12-i adatai alapján.

## A mérkőzés
| 2023. október 17., kedd 20:45 |

| Litvánia                                                                   | 2 – 2               | Magyarország                                                    |
| -------------------------------------------------------------------------- | ------------------- | --------------------------------------------------------------- |
| Černych 20' Širvys 36' Lekiatas 42' Utkus 55' Kažukolovas 71' Lasickas 90' | (2 – 0) Jegyzőkönyv | 67' (11-esből) Szoboszlai 82' Varga B. 55' Szoboszlai 74' Fiola |

| S. Darius és S. Girėnas Stadion, Kaunas Nézőszám: 4000 Játékvezető: Juxhin Xhaja (albán) |

### Az összeállítások
| Litvánia | Magyarország |

| Negyedik játékvezető: Olsion Yzeiraj VAR videóbíró: Luca Pairetto Asszisztensek: Dojando Myftari (partvonal) Rejdi Avdo (partvonal) |

## Statisztikák
A mérkőzés statisztikái
| Litvánia |                        | Magyarország |
| -------- | ---------------------- | ------------ |
| 38%      | Labdabirtoklás         | 62%          |
| 2        | Gól                    | 2            |
| 4        | Sárga lap              | 2            |
| 0        | Piros lap              | 0            |
| 1        | Szöglet                | 10           |
| 1        | Les                    | 2            |
| 26 (30%) | Támadások száma        | 60 (70%)     |
| 7        | Lövés                  | 18           |
| 3        | Kaput nem talált lövés | 4            |
| 4        | Kaput eltalált lövés   | 8            |
| 6        | Blokkolt lövés         | 0            |
| 7        | Kapus védés            | 2            |
| 320      | Passz                  | 602          |
| 223      | Sikeres passz          | 481          |
| 70%      | Passz hatékonyság      | 80%          |
| 18       | Szabálytalanságok      | 10           |

## A selejtezőcsoport állása a mérkőzés után
További eredmény a csoportban
| 2023. október 17. | Szerbia | 3–1 | Montenegró |

| Hely. | Csapat       | M | Gy | D | V | G+ | G– | Gk | P  | Továbbjutás                 |          | Magyarország | Szerbia | Montenegró | Litvánia | Bulgária |
| ----- | ------------ | - | -- | - | - | -- | -- | -- | -- | --------------------------- | -------- | ------------ | ------- | ---------- | -------- | -------- |
| 1.    | Magyarország | 6 | 4  | 2 | 0 | 11 | 4  | +7 | 14 | Kijut az Európa-bajnokságra |          | —            | 2–1     | nov. 19.   | 2–0      | 3–0      |
| 2.    | Szerbia (X)  | 7 | 4  | 1 | 2 | 13 | 7  | +6 | 13 | Kijut az Európa-bajnokságra |          | 1–2          | —       | 3–1        | 2–0      | nov. 19. |
| 3.    | Montenegró   | 6 | 2  | 2 | 2 | 6  | 8  | −2 | 8  |                             |          | 0–0          | 0–2     | —          | nov. 16. | 2–1      |
| 4.    | Litvánia     | 7 | 1  | 3 | 3 | 8  | 12 | −4 | 6  |                             | 2–2      | 1–3          | 2–2     | —          | 1–1      |          |
| 5.    | Bulgária     | 6 | 0  | 2 | 4 | 3  | 10 | −7 | 2  |                             | nov. 16. | 1–1          | 0–1     | 0–2        | —        |          |

## Örökmérleg a mérkőzés után
| Sorszám | Időpont     | Helyszín    | Eredmény  | Kiírás               |
| ------- | ----------- | ----------- | --------- | -------------------- |
| 1/723   | 1998.05.27. | Nyíregyháza | 1–0 (0–0) | felkészülési         |
| 2/746   | 2000.10.11. | Kaunas      | 6–1 (2–0) | 2002-es vb-selejtező |
| 3/750   | 2001.03.24. | Budapest    | 1–1 (0–0) | 2002-es vb-selejtező |
| 4/855   | 2010.11.17. | Budapest    | 2–0 (0–0) | felkészülési         |
| 5/895   | 2015.06.05. | Debrecen    | 4–0 (4–0) | felkészülési         |
| 6/980   | 2023.06.20. | Budapest    | 2–0 (1–0) | 2024-es Eb-selejtező |
| 7/984   | 2023.10.17. | Kaunas      | 2–2 (0–2) | 2024-es Eb-selejtező |

| M | Gy | D | V | G+ | G– | Gk  | T (%) | Forrás      |
| - | -- | - | - | -- | -- | --- | ----- | ----------- |
| 7 | 5  | 2 | 0 | 18 | 4  | +14 | 85,71 | [ 4 ] [ 5 ] |

Jelölések
- Az eredmények magyar szempontból értendők.
- Tétmérkőzés